# メンタル:癒しのカルテ
『メンタル:癒しのカルテ』（英: Mental:）は、コロンビアのフォックス・テレコロンビア制作の医療ドラマシリーズである。本国では2009年5月26日から8月14日まで放映され、日本では、FOXチャンネルにて2009年7月21日から10月13日まで放送され、完結した。ロサンゼルスにある総合病院、ウォートン記念病院の精神科を舞台とし、患者の治療を横糸に、そこで働く医師たちが抱える問題を縦糸として人間の心の奥底を描く物語を織りなす。

## あらすじ
ロサンゼルスに在る総合病院の精神科部長に任命された若き精神科医、ジャック・ギャラガー。
斬新な治療方法と熱意で真正面から患者たちと向き合い、日々治療を行っていた。

## キャスト
- ジャック・ギャラガー：クリス・ヴァンス
- ノラ・スコフ：アナベラ・シオラ
- ヴェロニカ・ヘイデン・ジョーンズ：ジャクリーン・マッケンジー
- アルトゥーロ・スアレス：ニコラス・ゴンザレス
- カール・ベル：デレック・ウェブスター
- クロエ・アーティス：マリサ・ラミレス

## エピソード
（日本初放送日：2009年7月21日- 2009年10月13日）
1. 旋風を巻き起こす新任部長　Pilot
2. 美しき妄想　A Beautiful Delusion
3. 罪の意識と神の審判　Book of Judges （デヴィッド・キャラダイン追悼記念作品）
4. 少年の空想ゲーム　Maniac at the Disco
5. 人気スターの苦悩　Roles of Engagement
6. 雨の日の記憶　Rainy Days
7. 君に首ったけ　Obsessively Yours
8. 自分を探して　House Of Mirrors
9. 血まみれの少女　Coda
10. 人生のやり直し　Do Over
11. 戦場に眠る記憶　Lines In The Sand
12. 不要な身体　Life & Limb
13. 満月の夜に　Bad Moon Rising

## テーマソング
- 「Weightless」歌：nada surf